# Средина (ТВ серија)
Средина (енгл. The Middle) америчка је телевизијска комедија ситуације коју је приказивао ABC од 30. септембра 2009. до 22. маја 2018. године. Смештена у Индијани, прати породицу средње класе која живи и суочава се са свакодневним борбама кућног живота, посла и подизања деце. Добила је похвале телевизијских критичара и освојила бројне награде.

## Радња
Средовечна припадница средњег сталежа и становница градића у унутрашњости САД, Франсес „Френки” Хек је преоптерећена и запослена мајка троје деце која с помоћу свог ироничног смисла за хумор настоји да преживи сваки дан. Њен флегматични супруг Мајк је менаџер локалног каменолома и њен подругљиви партнер у свакодневним мукама подизања њихове просечне породице.
Док жонглирају доласком на посао на време и куповином инстант-вечера које једу пред телевизором, Френки и Мајк одгајају своју децу с љубављу и чврстом средњозападњачком практичношћу. Аксел је најстарији син, тинејџер и спортиста који је некако успео да упише колеџ са стипендијом. Затим је ту Сју, њихова необично обична и вечно оптимистична ћерка тинејџерка која у свему чега се дохвати славно пропадне — иако се успела домоћи колеџа. На крају имају Брика, откаченог осмаша који стално чита и шапће себи у браду.

## Улоге
| Глумац          | Улога      |
| --------------- | ---------- |
| Патриша Хитон   | Френки Хек |
| Нил Флин        | Мајк Хек   |
| Чарли Макдермот | Аксел Хек  |
| Иден Шер        | Сју Хек    |
| Атикус Шафер    | Брик Хек   |
| Крис Катан      | Боб Вивер  |

## Епизоде
| Сезона | Сезона | Епизоде | Епизоде | Оригинално емитовање | Оригинално емитовање |
| Сезона | Сезона | Епизоде | Епизоде | Премијера            | Финале               |
| ------ | ------ | ------- | ------- | -------------------- | -------------------- |
|        | 1.     | 24      | 24      | 30. септембар 2009.  | 19. мај 2010.        |
|        | 2.     | 24      | 24      | 22. септембар 2010.  | 25. мај 2011.        |
|        | 3.     | 24      | 24      | 21. септембар 2011.  | 23. мај 2012.        |
|        | 4.     | 24      | 24      | 26. септембар 2012.  | 22. мај 2013.        |
|        | 5.     | 24      | 24      | 25. септембар 2013.  | 21. мај 2014.        |
|        | 6.     | 24      | 24      | 24. септембар 2014.  | 13. мај 2015.        |
|        | 7.     | 24      | 24      | 23. септембар 2015.  | 18. мај 2016.        |
|        | 8.     | 23      | 23      | 11. октобар 2016.    | 16. мај 2017.        |
|        | 9.     | 24      | 24      | 3. октобар 2017.     | 22. мај 2018.        |